# Rudy White
Rudolph White, detto Rudy (Silver City, 23 giugno 1953), è un ex cestista statunitense, professionista nella NBA.

## Carriera
Venne selezionato dagli Houston Rockets al terzo giro del Draft NBA 1975 (47ª scelta assoluta).